# Bessey
Bessey là một xã trong tỉnh Loire miền trung nước Pháp.